# Dave Benton
Dave Benton (Aruba, 1951. január 31. –) észt popénekes. A 2001-es Eurovíziós Dalfesztivál győztese Tanel Padarral együtt.

## Pályafutása
Dave Benton Arubában született Efren Eugene Benita néven, és fiatal felnőttként az Amerikai Egyesült Államokba emigrált. Ott dobosként és énekesként dolgozott, többek közt The Drifters, Tom Jones, Billy Ocean, José Feliciano és The Platters mellett.
A 80-as években Hollandiában tanult, itt ismerte meg jelenlegi szintén észt feleségét, Marist. 1997-ben költözött vissza véglegesen Észtországba. Ezután zenész és énekesként Észak-Európában, de főleg a Baltikumban dolgozott sikeresen. 2001-ben az Everybody című számával, Tanel Padarral közösen megnyerte az Eurovíziós Dalfesztivált Koppenhágában.